# پگالی
پُگالی یا پُگولی (به انگلیسی: Pogali/Poguli) لهجه‌ای از زبان کشمیری است که در بخش‌هایی از درهٔ چِناب جامو و کشمیر هند صحبت می‌شود. منطقهٔ این گویش دره‌های پُگال و پاریستان را دربرمی‌گیرد، که در درون منطقهٔ پوگال پاریستان بخش رامبن قرار دارد. پُگالی به همراه همسایگان خود سَرازی و رَمبانی مجموعا یکی از دو گویش کشمیری است و گویش دیگر کشتواری است.

## کتابشناسی
- Kaul, Pritam Krishen (2006). Pahāṛi and Other Tribal Dialects of Jammu. Vol. 1. Delhi: Eastern Book Linkers. ISBN 8178541017.